# Isumi Railway
Isumi Railway Co.,Ltd. (いすみ鉄道株式会社, Isumi Tetsudō Kabushiki-gaisha) est une compagnie de transport de passagers qui exploite une ligne de chemin de fer dans la préfecture de Chiba au Japon. Son siège social se trouve dans le bourg d'Ōtaki.

## Histoire
Isumi Railway a été fondée le 7 juillet 1987 dans le but de reprendre la ligne Kihara de la JR East. Elle commence son exploitation sous le nom de ligne Isumi le 24 mars 1988.

## Ligne
La compagnie possède une ligne.
| Ligne       | Nom japonais | Terminus              | Longueur (km) | Gares |
| ----------- | ------------ | --------------------- | ------------- | ----- |
| Ligne Isumi | いすみ線     | Ōhara - Kazusa-Nakano | 26,8          | 14    |

## Matériel roulant

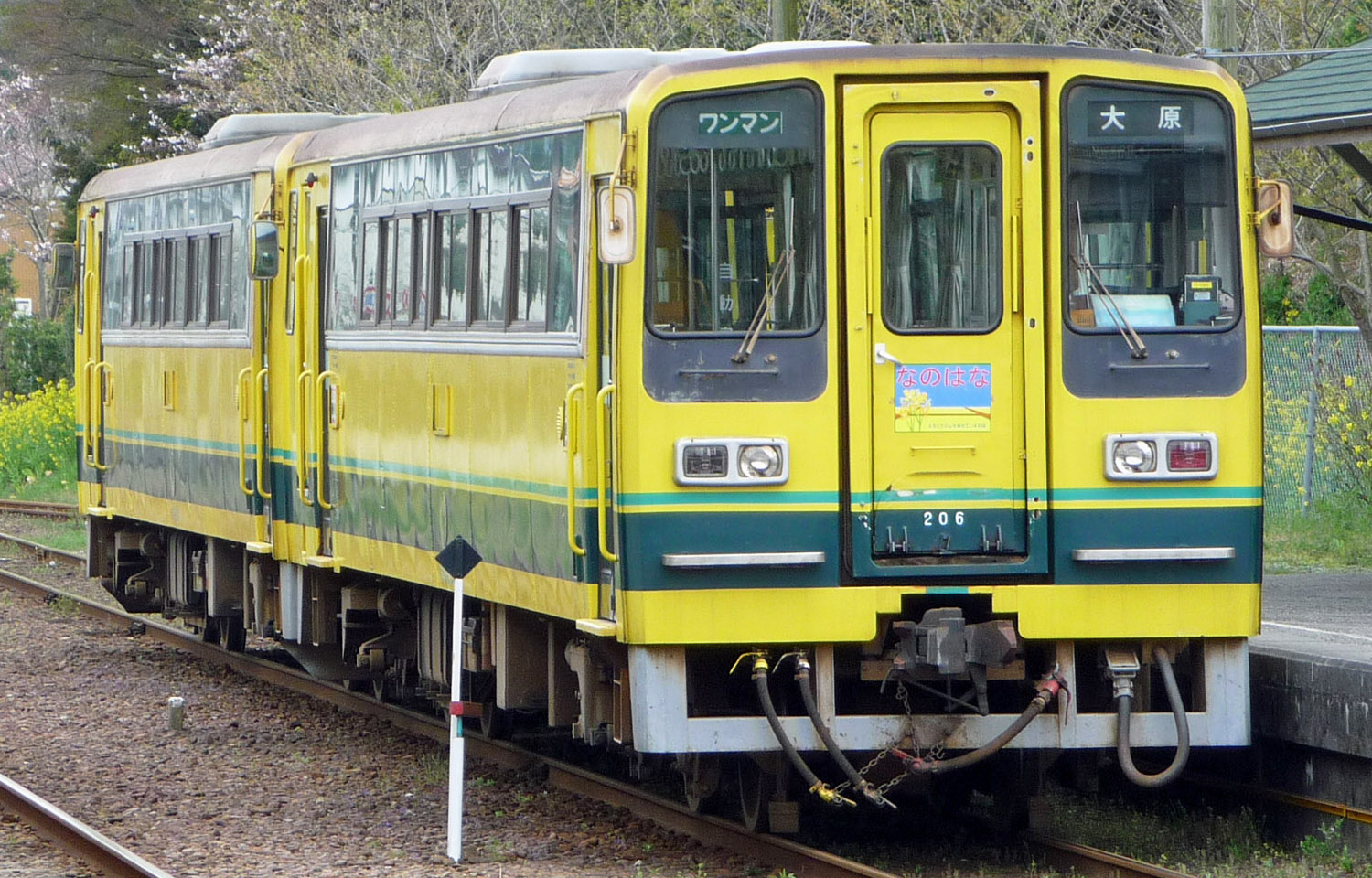
Série 200
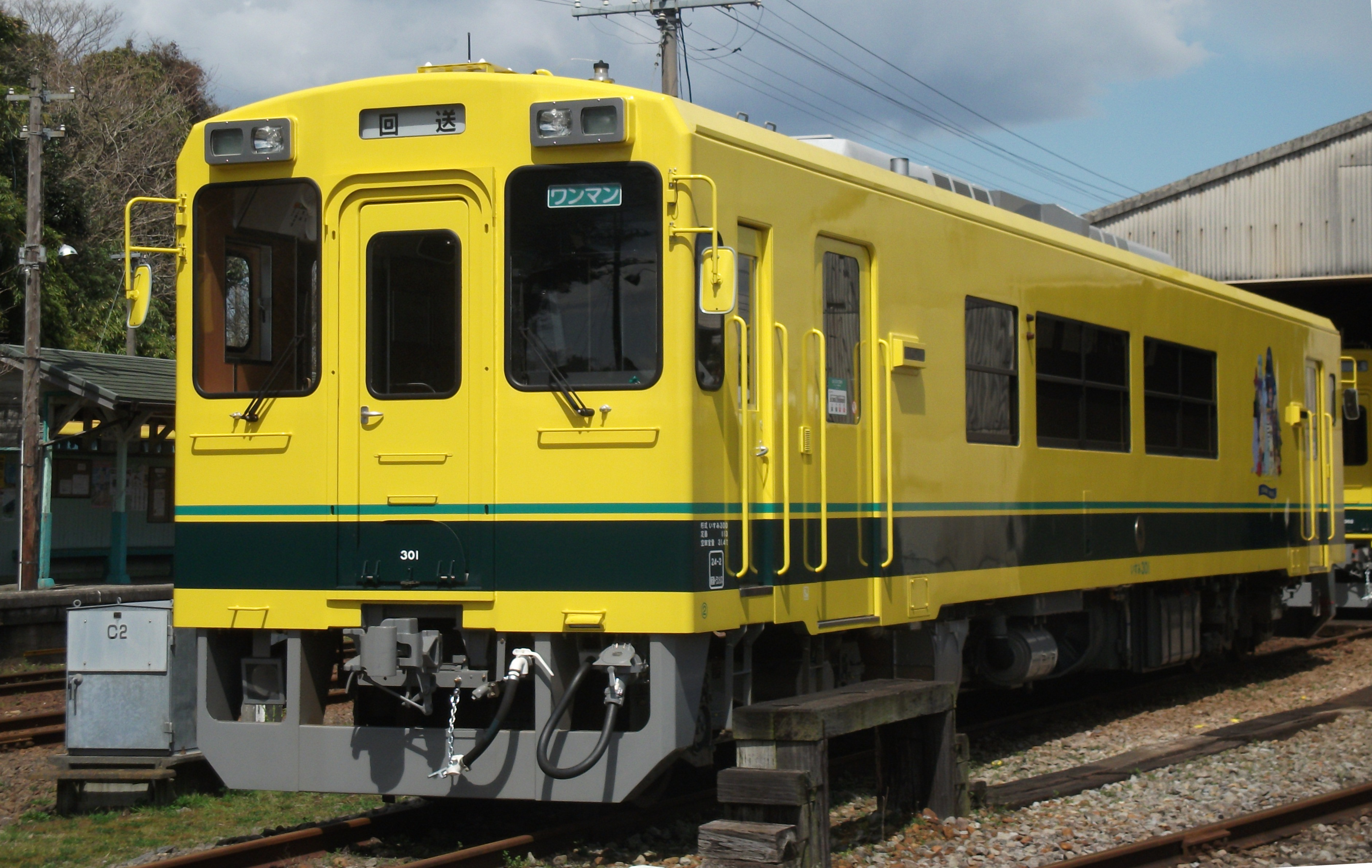
Série 300
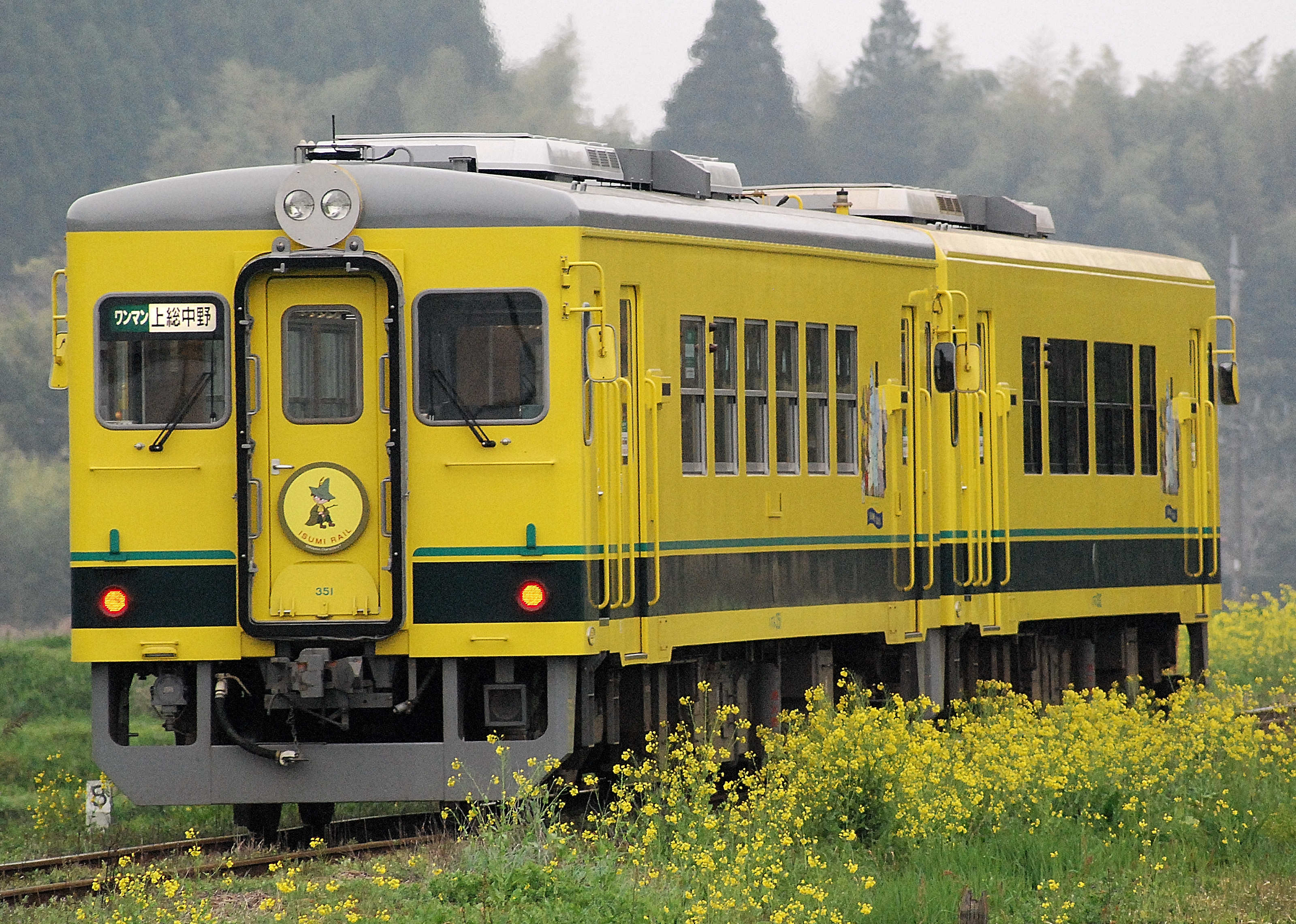
Série 350
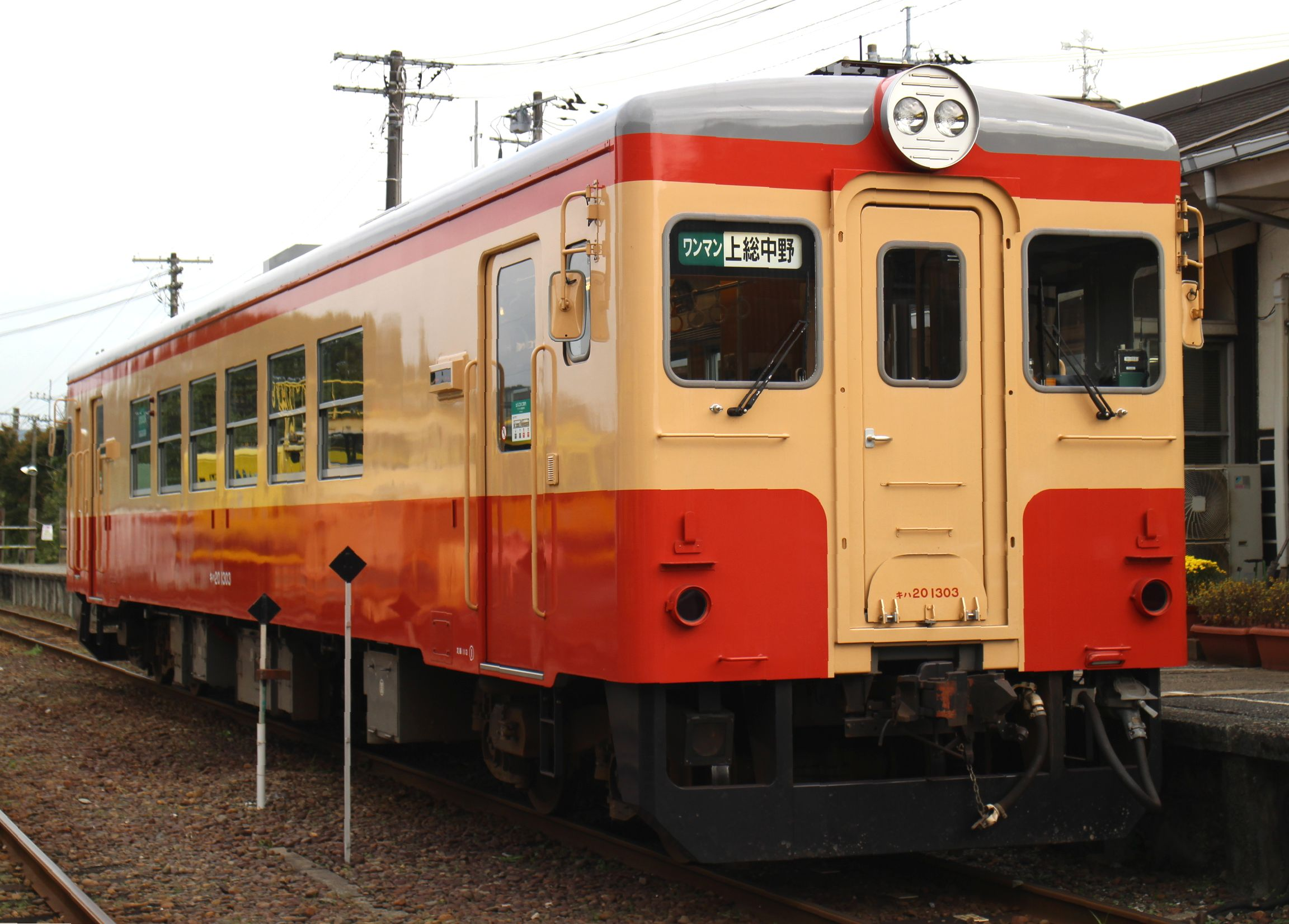
Série KiHa 20
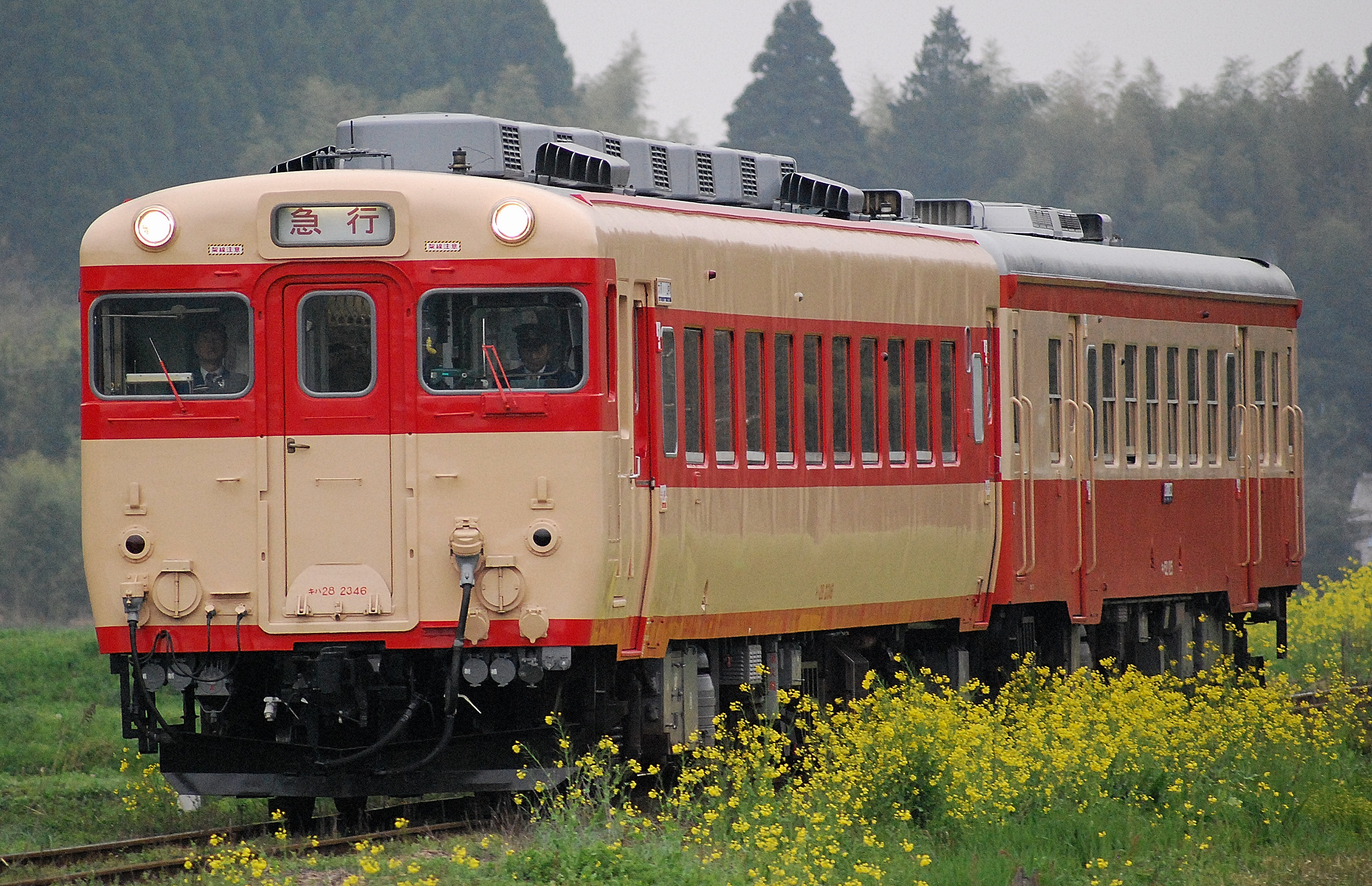
Série KiHa 28
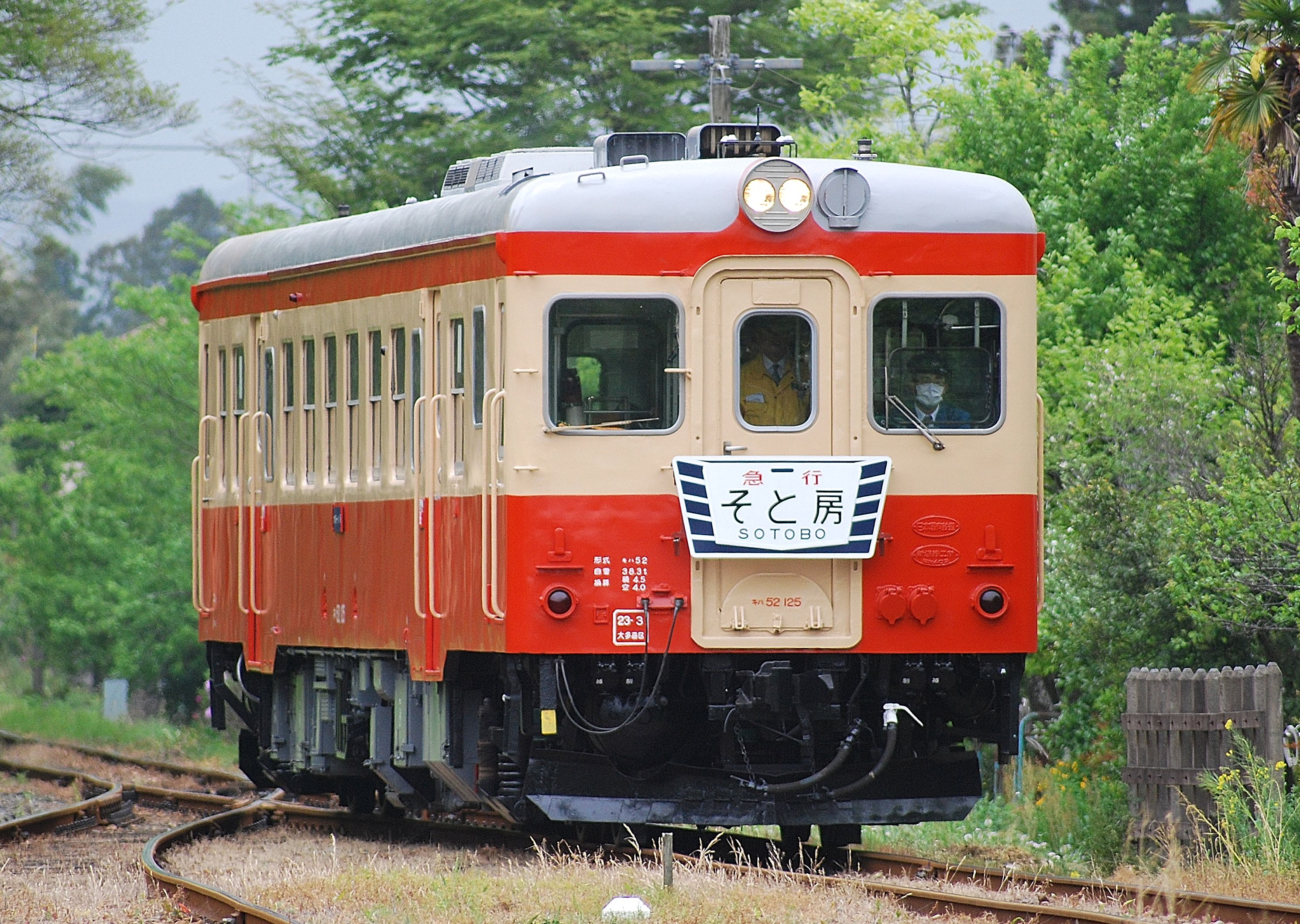
Série KiHa 52